# Maritime Professional Hockey League
Maritime Professional Hockey League (kratica MPHL) je bila profesionalna hokejska liga v Novem Brunswicku in Novi Škotski. Obstajala je od okoli 1910 do 1915. Dva prvaka lige sta izzivala za Stanleyjev pokal. Liga je bila tudi znana pod imenoma Inter-Provincial Professional Hockey League in Eastern Professional Hockey League.

## Zgodovina
Liga je bila ustanovljena leta 1910 pod imenom Inter-Provincial Professional Hockey League. Leta 1911 se je liga preimenovala v Maritime Professional Hockey League. Leta 1914 se je ime zopet spremenilo, tokrat v Eastern Professional Hockey League. Liga je z delovanjem prenehala 7. februarja 1915. 
Izzivalca Stanleyjevega pokala:
- 1912 - Moncton Victorias
- 1913 - Sydney Millionaires

## Moštva
- Glace Bay Miners - 1914-1915
- Halifax Crescents - 1910-1914
- Halifax Socials - 1911-1915
- Moncton Victorias - 1910-1913
- New Glasgow Cubs - 1910-1913
  - New Glasgow Black Foxes - 1913-1914
- Sydney Millionaires - 1912-1915

## Pregled sezon
| Sezona  | Moštva                                                                                       | Prvak               |
| ------- | -------------------------------------------------------------------------------------------- | ------------------- |
| 1910/11 | Halifax Crescents, Moncton Victorias, New Glasgow Cubs                                       | Moncton Victorias   |
| 1911/12 | Halifax Crescents, Halifax Socials, Moncton Victorias, New Glasgow Cubs                      | Moncton Victorias   |
| 1912/13 | Halifax Crescents, Halifax Socials, Moncton Victorias, New Glasgow Cubs, Sydney Millionaires | Sydney Millionaires |
| 1913/14 | Halifax Crescents, Halifax Socials, New Glasgow Black Foxes, Sydney Millionaires             | Sydney Millionaires |
| 1914/15 | Glace Bay Miners, Halifax Socials, Sydney Millionaires                                       | brez prvaka         |